# Pyralider
Pyralidae (eller Pyralider) er en familie af sommerfugle (Lepidoptera) i overfamilien Pyraloidea. I mange (især ældre) klassifikationer er familien Crambidae (græsmøl) inkluderet som en underfamilie i Pyralidae, hvilket gjorde den kombinerede gruppe til en af de største familier i Lepidoptera. Nyere klassifikationer placerer Crambidae som en familie for sig selv i overfamilien Pyraloidea.
Det er en mangfoldig familie med mere end 6.000 arter beskrevet på verdensplan. Omtrent 81 arter er registreret i Danmark De er fordelt på 3 underfamilier: Gallerinae (voksmøl), Pyralinae og Phycitinae, med mange arter der er sværtbestemmelige. Vingefanget for små og mellemstore arter er normalt mellem 9 og 37 mm med variable morfologiske træk.

## Biologisk nedbrydning af plast
Mikrober fundet i pyraliders fordøjelsessystem er i stand til at fordøje polyetylen (fx plastposer) - og kan derfor hjælpe med at afhænde plast.
To bakteriestammer; Enterobacter asburiae (YT1) og Bacillus sp. (YP1), som er i stand til at nedbryde polyethylen, er blevet fundet i larvernes fordøjelsessystem.
Halvmøl er i stand til at tygge og æde polyethylenfilm. En test med en 28-dages rugningsperiode af disse to bakteriestammer på polyethylenfilm fik filmenes hydrofobicitet til at mindskes. Desuden blev en ødelæggelse af filmene med fordybninger og hulrum (0,3-0,4 μm i dybde) observeret på overfladen af polyethylenfilmene ved at anvende scanning-elektronmikroskop og atomart kraftmikroskop.